# Allenwiller

Allenwiller este o comună în departamentul Bas-Rhin, Franța. În 1 ianuarie 2018 avea o populație de 541 de locuitori.